# Präsidentschafts- und Parlamentswahl in Ecuador 2006
Die Präsidentschafts- und Parlamentswahl in Ecuador 2006 fand am 15. Oktober statt. Bei ihr wurden der Präsident der Republik, die Vizepräsident, die 100 Mitglieder des Nationalkongresses, die fünf Vertreter Ecuadors im Andenparlament und Mitglieder der Provinz- und Stadträte gewählt.
Die Stichwahl der Präsidentschaftswahl fand am 26. November statt, gleichzeitig mit einer Volksbefragung zu Gesundheits- und Bildungsprogrammen und einer Abstimmung im Kanton Santo Domingo de los Colorados über dessen Erhebung zur Provinz.
Insgesamt waren 9.165.125 Ecuadorianer wahlpflichtig, davon 143.352 als im Ausland registrierte, diese jedoch nur für die Präsidentschaftswahl. Außerhalb Ecuadors wurden erstmals Wahllokale eingerichtet, in insgesamt 36 Konsulaten in 21 Ländern. In Deutschland waren in den Konsulaten in Hamburg und in Berlin 527 Personen wahlberechtigt. In Ecuador herrscht gesetzliche Wahlpflicht für alle mündigen  Bürger zwischen 18 und 65 Jahren, die keine Analphabeten sind.

## Ablauf
Die Wahlen verliefen insgesamt ruhig und ohne besondere Zwischenfälle. Der leitende Wahlbeobachter der OAS, der ehemalige argentinische Außenminister Rafael Bielsa, sagte am 20. Oktober in Bezug auf den ersten Wahlgang, dass er von einem ordnungsgemäßen Wahlablauf ausgehe. Ihm lägen keine Anzeigen wegen Wahlfälschung vor. Die einzigen kleineren Zwischenfälle spielten sich im kleinen Kanton Muisne in Esmeraldas ab, wo Stimmzettel verbrannt wurden und Bürger gegen die Anreise Ortsfremder zu den Wahlen demonstrierten. Hier wurde die Abstimmung am 29. Oktober wiederholt. Im spanischen Murcia, wo etwa 30.000 ecuadorianische Emigranten wählten, kam es vor dem Wahlort, einem Fortbildungszentrum, zu Tumulten, da Wahlwillige befürchteten, angesichts langer Schlangen ihrer Wahlpflicht nicht nachkommen zu können. Hier gab es einige Verletzte.
Da am Wahlabend das Rechenzentrum des für die Auswertung der Schnellauszählung verpflichteten brasilianischen Konsortiums E-Vote ausfiel, waren zwei Tage nach den Wahlen lediglich 70 % der Stimmen der Präsidentschaftswahl im Schnellverfahren und etwa 45 % regulär ausgezählt. Das Endergebnis des ersten Wahlgangs der Präsidentschaftswahl lag erst eineinhalb Wochen nach der Wahl vor, kurz danach auch das Ergebnis der Wahl zum Andenparlament. Am 10. November 2006 standen auch die Wahlergebnisse zum Nationalkongress fest. Im zweiten Wahlgang wurde E-Vote nicht mehr eingesetzt.
Der Wahlorganisator, das Oberste Wahlgericht Ecuadors, kündigte am 16. Oktober den Vertrag mit E-Vote wegen Nichterfüllung und begann selbst mit der Auszählung der Stimmen. Die Staatsanwaltschaft der Provinz Pichincha verfügte, dass die Unterlagen und der Delegationsleiter von EVote das Land nicht verlassen durften. Diese Anordnung wurde Ende November 2006 aufgehoben, der Delegationsleiter reiste am 30. November nach Washington aus. Die verwendeten Computer wurden beschlagnahmt und das Netzwerk von Experten der Nationalen Polytechnischen Universität begutachtet. Am 27. Dezember 2006 erhob das Oberste Wahlgericht vor der vereinbarten Schiedsstelle der Handelskammer Quito Klage wegen Vertragsnichterfüllung gegen E-Vote und forderte eine Entschädigung in Höhe von 5,2 Mio. US-Dollar, was fast dem gesamten ursprünglichen Auftragsvolumen entsprach. Im September 2007 wurde das Schlichtungsverfahren zugunsten des Obersten Wahlgerichts entschieden. Die Garantiezahlungen von E-Vote (2,6 Mio. US-Dollar) und vom Obersten Wahlgericht einbehaltene Vertragsstrafen (572.000 US-Dollar) wurden dem Wahlgericht wegen Nichterfüllung des Vertrags zugesprochen.
Die Mitglieder des Obersten Wahlgerichts wurden im Oktober und November ihrerseits in der Öffentlichkeit mit Korruption bzw. Unregelmäßigkeiten beim Vertragsschluss in Verbindung gebracht, da sie für den Vertragsabschluss vorgeschriebene Gutachten und Befugnisse nicht eingeholt haben sollen; diese Anschuldigungen blieben jedoch ohne juristische Folgen.
Die Stichwahl um die Präsidentschaft verlief ohne nennenswerte Hindernisse. Am Tag der Stichwahl der Präsidentschaftswahl reiste der Leiter der Wahlbeobachterkommission, Bielsa, aus Ecuador nach Washington ab. In der Woche darauf berichtete die argentinische Presse, dies sei wegen Morddrohungen gegen ihn geschehen. Das ecuadorianische Außenministerium versicherte, der Regierung habe keine Kenntnisse davon und habe zu jeder Zeit die Sicherheit Bielsas garantiert. Bielsa war vom Kandidaten Rafael Correa der Parteilichkeit gegen ihn beschuldigt worden und in der Presse mit dem argentinischen Delegationsleiter von E-Vote, Santiago Murray, in Verbindung gebracht worden, der zuvor nach ecuadorianischen Presseberichten ebenfalls jahrelang Wahlbeobachter für die OAS war. Bielsa erklärte aber in einer eidesstattlichen Erklärung, Murray nicht persönlich gekannt zu haben.

## Präsidentschaftswahlen
Zum ersten Wahlgang traten 13 Kandidaten an, die unten mit ihren Stimmanteilen gelistet sind. Da keiner der Kandidaten mehr als 40 % der Stimmen und zehn Prozentpunkte Vorsprung auf den nächstplatzierten erreichen konnte, wurde am 26. November eine Stichwahl zwischen den beiden Kandidaten mit den meisten Stimmen, Álvaro Noboa und Rafael Correa, abgehalten. Die Stichwahl gewann der im ersten Wahlgang zweitplatzierte linksorientierte Correa mit 56,67 Prozent der Stimmen (Noboa: 43,33 %), wie das Oberste Wahlgericht am 4. Dezember 2006 bekannt gab. Wegen des deutlichen Vorsprungs war Correa von den Medien bereits am Wahlabend als Sieger verkündet und am 27. November auch als Wahlsieger von der Organisation Amerikanischer Staaten anerkannt worden.
Nach dem ersten Wahlgang sorgten die guten Wahlergebnisse für Noboa und Gilmar Gutiérrez, den Bruder des im April 2005 gestürzten Präsidenten Lucio Gutiérrez, für Überraschung, da in den Umfragen vor der Wahl immer Correa und León Roldós die beiden vorderen Plätze belegt hatten, während Gutiérrez auf dem fünften Platz eingestuft worden war. Analysten begründeten diese Abweichung mit den hohen Stimmanteilen, die Noboa und Gutiérrez in ländlichen und informal besiedelten Gebieten erhielten, die in den Wahlumfragen nur unzureichend berücksichtigt worden seien. Gutiérrez erhielt in allen fünf Provinzen im Amazonasbecken die meisten Stimmen, in einigen sogar mehr als 50 %. Noboa entschied die Küstenregion für sich, während Correa in den meisten Andenprovinzen die höchsten Stimmzahlen erhielt. Sowohl Roldós als auch Correa äußerten sich sehr kritisch über die Umfragepraktiken.
Im zweiten Wahlgang kam es zu einem deutlichen Richtungswahlkampf, da Noboa eine populistische Politik konservativ-neoliberaler Prägung und die Beendigung diplomatischer Beziehungen zu Kuba und Venezuela ankündigte und mit Blick auf seinen Rivalen auch dem „Kommunismus“ den Kampf ansagte, während der linksorientierte Correa für eine Annäherung an Venezuela, staatsinterventionistische Politiken und eine neue Verfassunggebende Versammlung zur Überwindung des von ihm „Partidokratie“ genannten Einflusses der traditionellen Parteien in Verwaltung und Judikative in einer neuen Verfassung eintrat. Correa siegte mit überraschend hohem Vorsprung, da er in allen Provinzen der Andenregion und des Amazonastieflandes sowie in den Küstenprovinzen El Oro und Los Ríos zum Teil deutlich mehr Stimmen erhielt als Noboa, der lediglich die – allerdings zu den einwohnerreichsten zählenden – Küstenprovinzen Guayas, Manabí und Esmeraldas für sich entscheiden konnte. Ecuadorianische Kommentatoren machten für den Sieg Correas auch eine große Mobilisierung der Wähler gegen einen Wahlsieg Noboas verantwortlich, wobei sie die im Vergleich zum ersten Wahlgang geringere Zahl ungültiger Stimmen (10,8 %) bei höherer Wahlbeteiligung (ca. 76 %) im zweiten Wahlgang anführen. Die Wahlbeteiligung im ersten Wahlgang betrug 72,2 %, wobei 16,5 % der abgegebenen Stimmzettel leer oder ungültig waren. Die Stimmen für den politischen Aufsteiger Correa werden in diesem Zusammenhang auch als Stimmen gegen etablierte Parteien und die klientelistische Politik insbesondere Noboas gewertet, der diese im Wahlkampf zu kaschieren versuchte, indem er Rollstühle, Computer und Bargeld verschenkte und mit Aussichten auf Mikrokredite und Häuser für arme Schichten warb.
Das amtliche Ergebnis im Einzelnen:
| Kandidaten                                                   | Kandidaten            | Parteien                                           | 1. Wahlgang | 1. Wahlgang | 2. Wahlgang | 2. Wahlgang |
| Kandidaten                                                   | Kandidaten            | Parteien                                           | Stimmen     | %           | Stimmen     | %           |
| ------------------------------------------------------------ | --------------------- | -------------------------------------------------- | ----------- | ----------- | ----------- | ----------- |
|                                                              | Rafael Correa         | Alianza PAÍS – Partido Socialista – Frente Amplio  | 1.246.333   | 22,8        | 3.517.635   | 56,7        |
|                                                              | Álvaro Noboa          | Partido Renovador Institucional Acción Nacional    | 1.464.251   | 26,8        | 2.689.418   | 43,3        |
|                                                              | Gilmar Gutiérrez      | Partido Sociedad Patriótica                        | 950.895     | 17,4        |             |             |
|                                                              | León Roldós           | Izquierda Democrática – Red Ética y Democracia     | 809.754     | 14,8        |             |             |
|                                                              | Cynthia Viteri        | Partido Social Cristiano                           | 525.728     | 9,6         |             |             |
|                                                              | Luis Macas            | Movimiento Pachakutik – Nuevo País                 | 119.577     | 2,2         |             |             |
|                                                              | Fernando Rosero       | Partido Roldosista Ecuatoriano                     | 113.323     | 2,1         |             |             |
|                                                              | Marco Proaño          | Movimiento de Reivindicación Democrática           | 77.655      | 1,4         |             |             |
|                                                              | Luis Alfredo Villacís | Movimiento Popular Democrático                     | 72.762      | 1,3         |             |             |
|                                                              | Jaime Damerval        | Concentración de Fuerzas Populares                 | 25.284      | 0,5         |             |             |
|                                                              | Marcelo Larrea        | Alianza Tercera República                          | 23.233      | 0,4         |             |             |
|                                                              | Lenin Torres          | Movimiento Revolucionario de Participación Popular | 15.357      | 0,3         |             |             |
|                                                              | Carlos Sagnay         | Integración Nacional Alfarista                     | 13.455      | 0,2         |             |             |
| Gesamt                                                       | Gesamt                | Gesamt                                             | 5.457.607   | 100         | 6.207.053   | 100         |
|                                                              |                       |                                                    |             |             |             |             |
| Leere Stimmzettel                                            | Leere Stimmzettel     | Leere Stimmzettel                                  | 316.376     | 4,8         | 70.219      | 1,0         |
| Ungültige Stimmzettel                                        | Ungültige Stimmzettel | Ungültige Stimmzettel                              | 775.694     | 11,8        | 681.960     | 9,8         |
| Wähler                                                       | Wähler                | Wähler                                             | 6.549.677   | 71,5        | 6.959.232   | 75,9        |
| Wahlberechtigte                                              | Wahlberechtigte       | Wahlberechtigte                                    | 9.165.125   |             | 9.165.125   |             |
|                                                              |                       |                                                    |             |             |             |             |
| Quelle: CNE, Elecciones presidenciales del Ecuador 1948–2017 |                       |                                                    |             |             |             |             |

## Wahlen zum Nationalkongress
Bei den Wahlen zum Nationalkongress waren 100 Sitze zu vergeben. Diese waren im Vorhinein auf die 22 Provinzen des Landes aufgeteilt. Jede Provinz stellt mindestens zwei Abgeordnete. Diese Zahl erhöht sich entsprechend der Einwohnerzahl. In der einwohnerreichsten Provinz Guayas wurden 18 Abgeordnete gewählt.
Die registrierten Parteien und politischen Bewegungen konnten nach Hinterlegung ausreichender Unterstützungsunterschriften in jeder Provinz Kandidaten nominieren. Die Höchstzahl der jeweils nominierten Kandidaten entsprach der Anzahl zu wählender Abgeordneter. Am Wahltag hatte jeder Wähler so viele Stimmen, wie in seiner Provinz Abgeordnete zu wählen waren. Diese konnten sowohl an einzelne Kandidaten verschiedener Listen wie auch vollständig an Kandidaten einer Liste vergeben werden.
Bei der Auswertung, die ebenfalls auf Provinzebene durchgeführt wurde, wurden zunächst die Stimmen jener Wahlzettel, deren Stimmen auf Kandidaten mehrerer Listen entfielen, in Listenstimmenäquivalente umgerechnet. Anschließend wurden die Listenstimmenäquivalente zu den Listenstimmen addiert. Entsprechend der so ermittelten Gesamtstimmzahl pro Liste wurden die Sitze auf Provinzebene auf die Listen verteilt. Hierbei kam das Verfahren von d’Hondt zur Anwendung. Die Sitze für die einzelnen Listen wurden an die Kandidaten mit den höchsten Individualstimmzahlen bzw. bei gleicher Stimmenzahl an diejenigen mit höheren Listenplätzen vergeben. Die Stimmanteile auf nationaler Ebene waren für die Besetzung des Parlaments nicht von Bedeutung.
Folgende Parteien registrierten Kandidatenlisten in mindestens elf der 22 Provinzen, wobei in jeder Provinz unterschiedliche Wahlbündnisse (gemeinsame Kandidatenlisten) zwischen Parteien und politischen Bewegungen möglich waren: Partido Social Cristiano (PSC), Movimiento Popular Democrático (MPD), Partido Renovador Institucional Acción Nacional (PRIAN), Partido Sociedad Patriótica (PSP), Izquierda Democrática (ID), Red Ética y Democracia (RED; meist in Bündnis mit ID), Pachakutik, Partido Roldosista Ecuatoriano (PRE), Unión Demócrata Cristiana (UDC), Partido Socialista – Frente Amplio (PS-FA), Movimiento de Reinvindicación Demócrata (MRD) und Concentración de Fuerzas Populares (CFP).
Die Bekanntgabe des Wahlergebnisses und der Sitzverteilung verzögerte sich bis zum 10. November, da in den Provinzen Guayas und Manabí Nachzählungen vorgenommen wurden. Nach den Auszählungen ergab sich folgende Verteilung der 100 Sitze im Nationalkongress:
| Partei                                                                                                 | Sitze | davon Wahl- bündnis | Provinzen der Mandatsgewinner (in Klammern Wahlbündnisse) |
| --- | ----- | ------------------- | --- |
| Partido Renovador Institucional Acción Nacional (PRIAN)                                                | 28    | 1                   | Guayas (7), Manabí, Pichincha (je 4), Chimborazo, Carchi, Esmeraldas (je 2), Azuay, El Oro, Imbabura, Loja, Los Ríos, Sucumbíos, Tungurahua, Orellana (mit PS-FA und MOA)  |
| Partido Sociedad Patriótica (PSP)                                                                      | 24    | 1                   | Guayas, Los Ríos (je 3), Bolívar, Chimborazo, Napo, Pichincha, Tungurahua (je 2), Azuay, Cañar, Manabí, Morona Santiago, Orellana, Pastaza, Sucumbíos, Cotopaxi (mit MIRC) |
| Partido Social Cristiano (PSC)                                                                         | 13    | 1                   | Guayas (5), Azuay, Cotopaxi, El Oro, Galápagos, Loja, Manabí, Pichincha, Tungurahua (mit UDC)                                                                              |
| Izquierda Democrática (ID)                                                                             | 7     | 6                   | Cotopaxi (1), Pichincha (mit RED, 3), Azuay, Imbabura, El Oro (mit RED, je 1)                                                                                              |
| Pachakutik                                                                                             | 6     | 0                   | Bolívar, Cañar, Chimborazo, Cotopaxi, Morona Santiago, Zamora Chinchipe |
| Partido Roldosista Ecuatoriano (PRE)                                                                   | 6     | 0                   | Guayas (2), El Oro, Esmeraldas, Los Ríos, Manabí |
| Red Ética y Democracia (RED)                                                                           | 5     | 4                   | Guayas (1), Pichincha (mit ID, 2), Cañar, Loja (mit ID, je 1) |
| Unión Demócrata Cristiana (UDC)                                                                        | 5     | 3                   | Manabí, Pichincha, Charchi (mit MSC), Galápagos (mit ID), Zamora Chinchipe (mit RED)                                                                                       |
| Movimiento Popular Democrático (MPD)                                                                   | 3     | 0                   | Esmeraldas, Pastaza, Pichincha |
| Partido Socialista – Frente Amplio (PS-FA)                                                             | 1     | 1                   | Imbabura (mit Pachakutik) |
| Movimiento Ciudadano Nuevo País (MCNP)                                                                 | 1     | 0                   | Azuay |
| Acción Regional por la Equidad (ARE)                                                                   | 1     | 0                   | Loja |
| Quelle: Así quedó el nuevo Congreso, El Universo, 11. November 2006, und Oberstes Wahlgericht Ecuadors |       |                     | |

Damit sind die beiden erst zu den Wahlen 2002 gegründeten Parteien von Álvaro Noboa (PRIAN) und Lucio Gutiérrez (PSP), dem im April 2005 gestürzten Präsidenten, sowohl absolut als auch in Stimmen- und Sitzzuwächsen die klaren Wahlgewinner.
Der PSC und die ID waren im bisherigen Kongress noch die beiden stärksten Parteien mit zu Beginn der letzten Legislaturperiode 25 bzw. 16 Sitzen gewesen. Auch der PRE und Pachakutik, die Partei der Indígena-Bewegung, verloren Sitze. Die meist im Wahlbündnis mit ID angetretene politische Bewegung des Präsidentschaftskandidaten León Roldós, RED, wird im Parlament eine neue politische Kraft sein. Auch die politischen Bewegungen ARE und MCNP ziehen neu bzw. nach einer Legislaturperiode ohne Vertreter wieder in das Parlament ein. Die Parteien Concentración de Fuerzas Populares und Integración Nacional Alfarista verloren ihre Vertretung im Nationalkongress.

## Wahl der Vertreter im Andenparlament
Bei der Wahl der Vertreter Ecuadors in der parlamentarischen Versammlung der Andengemeinschaft waren fünf Vertreter zu wählen. Abgestimmt wurde über auf nationaler Ebene einheitliche Parteilisten, nicht über Einzelkandidaten.
Abgegeben wurden insgesamt 6,49 Mio. Stimmzettel, von denen 2,20 Mio. leer oder ungültig waren (33,9 %). Von den fünf Sitzen werden zwei auf den PRIAN, je einer auf Partido Sociedad Patriótica (PSP), Partido Social Cristiano (PSC) und die Allianz aus Correas Movimiento PAÍS und Partido Socialista – Frente Amplio (MPAÍS/PS-FA) entfallen. Für den PSP zieht die ehemalige Handelsministerin Ivonne Juez de Baki in das Andenparlament ein und für MPAÍS/PS-FA die ehemalige Leiterin der staatlichen Bankguthaben-Garantieagentur Wilma Salgado. Die gewählten Kandidaten des PRIAN und des PSC, Wilson Homero Sánchez und Marcelo Dotti waren in der vergangenen Legislaturperiode Kongressabgeordnete. Dotti war auch Vorsitzender seiner Partei in der Provinz Pichincha. Der zweite gewählte Kandidat des PRIAN, Freddy Giler, ist Anwalt und Politiker aus der Provinz Manabí.
Wahlergebnis im Einzelnen (Quelle: Ecuadorianisches Oberstes Wahlgericht):
| Partei                            | Stimmen   | Prozent | Sitze |
| --------------------------------- | --------- | ------- | ----- |
| PRIAN                             | 1.040.750 | 24,5    | 2     |
| PSP                               | 742.816   | 17,5    | 1     |
| PSC                               | 575.241   | 13,5    | 1     |
| Alianza PAÍS/PS-FA                | 520.989   | 12,3    | 1     |
| Allianz Red Ética y Democracia/ID | 406.914   | 9,6     | 0     |
| UDC                               | 344.664   | 8,1     | 0     |
| PRE                               | 241.450   | 5,7     | 0     |
| MPD                               | 138.438   | 3,3     | 0     |
| Pachakutik                        | 128.604   | 3,0     | 0     |
| MRD                               | 41.383    | 1,0     | 0     |
| CFP                               | 31.096    | 0,7     | 0     |
| ATR                               | 19.061    | 0,4     | 0     |
| INA                               | 17.919    | 0,4     | 0     |